# Ravenochloa wilsonii
Ravenochloa wilsonii (Rendle) D.Z.Li & Y.X.Zhang, 2020 è una pianta angiosperma monocotiledone appartenente alla famiglia delle Poacee. È l'unica specie nota del genere Ravenochloa.

## Etimologia
La derivazione dell'epiteto specifico (wilsonii) può far riferimento sia a George Ferguson Wilson (1822–1902) oppure a Ernest Henry Wilson (1876–1930), entrambi attivi nell'ambito della botanica.

## Descrizione

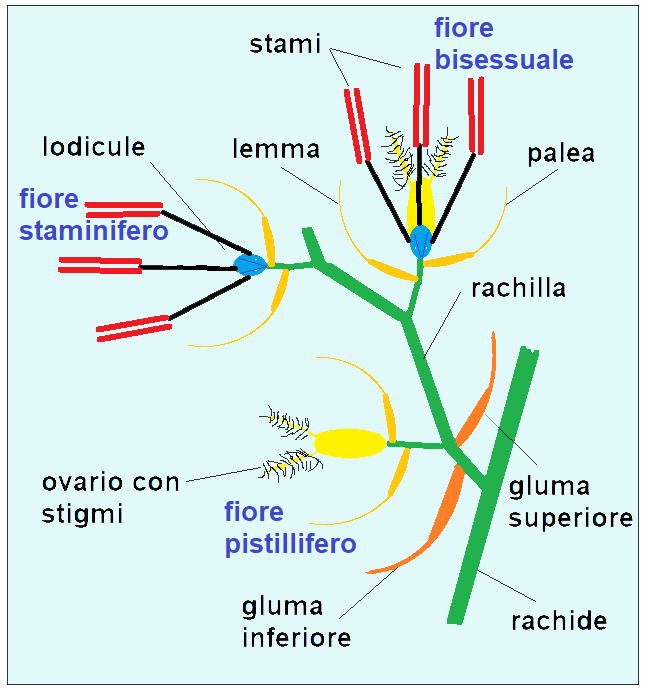
Spighetta generica con tre fiori diversi

### Portamento
Il portamento delle specie di questa voce è erbaceo (legnoso alla base) con culmi eretti, alti non più di 1 metro (diametro di 0,2 - 0,4 cm). Le radici in genere sono del tipo fascicolato derivate da rizomi allungati ("leptomorfi"). Gli internodi (lunghi 4 – 12 cm) sono affusolati, pubescenti o glabri, a volte sotto ciascun nodo può essere presente una anello densamente pubescente; i nodi sono debolmente prominenti.

### Foglie
Le foglie lungo il culmo sono alterne e distiche e si originano dai vari nodi. Sono composte da una guaina, una ligula e una lamina. Le venature sono parallelinervie (le vene trasversali sono visibili). 
- Foglie del culmo: le foglie del culmo sono prive di padiglioni auricolari; le guaine non sono fimbriate e hanno una consistenza cartacea e avvolgono per metà l'internodo; la lamina della foglia ha un portamento curvo; il contorno della lamina può essere ovato-lanceolato o strettamente triangolare.
- Foglie del fogliame: le foglie del fogliame hanno delle guaine secche colorate da paglierino a rosso-marrone e sono prive di padiglioni auricolari e non sono fimbriate; le lamine delle foglie quando sono secche si presentano ondulate; il contorno della lamina può essere lanceolato o strettamente ovato-lanceolato.

### Infiorescenza
- Infiorescenza principale (sinfiorescenza o semplicemente spiga): le infiorescenze sono per lo più ramificate ed hanno la struttura di una pannocchia racemosa aperta con forme ellittiche. Lunghezza della pannocchia: 5 – 10 cm. Le basi sono circondate dalle guaine fogliari. I rami sono ascendenti, snelli, glabri e pulvinati. Le spighette sono solitarie.
- Infiorescenza secondaria (o spighetta): le spighette, con un pedicello flessuoso e colorate di viola-verde, sono formate da 3 a 7 fiori sottesi da due brattee chiamate glume (inferiore e superiore). Le spighette possono terminare all'apice con un fiore ridotto o sterile. Alla base di ogni fiore sono presenti due brattee: la palea e il lemma.

- Le glume: le glume sono persistenti,  più corte delle spighette e a consistenza cartacea; quella inferiore è 3-venata ed è lunga 2 - 3 mm; quella superiore è 5-7-venata ed è lunga 3 - 5 mm.
- I lemmi: i lemmi sono puberulenti, 7-9-venati e acuminati (mucronati) all'apice.
- Le palee: le palee sono pubescenti, carenate e lunghe 6 - 7 mm.

- I fiori fertili sono attinomorfi formati da 3 verticilli: perianzio ridotto, androceo  e gineceo.

- Formula fiorale:

- , P 2, A (1-)3(-6), G (2–3) supero, cariosside.

- Il perianzio è ridotto e formato da tre lodicule, delle squame, poco visibili (forse relitto di un verticillo di 3 sepali). Le lodicule sono cigliate.

- L'androceo è composto da 3 stami ognuno con un breve filamento libero, una antera e due teche. Le antere sono basifisse con deiscenza laterale. Il polline è monoporato.

- Il gineceo è composto da 3-(2) carpelli connati formanti un ovario supero. L'ovario, glabro, ha un solo loculo con un solo ovulo subapicale (o quasi basale). L'ovulo è anfitropo e semianatropo e tenuinucellato o crassinucellato. Lo stilo, ridotto o assente, è unico con due (o tre) stigmi papillosi.

### Frutti
I frutti sono del tipo cariosside, ossia sono dei piccoli chicchi indeiscenti, ovoidali o subglobosi, nei quali il pericarpo è formato da una sottile parete che circonda il singolo seme. In particolare il pericarpo, carnoso e succulento, è fuso al seme ed è aderente. L'endocarpo non è indurito e l'ilo è lungo e lineare. L'embrione è provvisto di epiblasto. I margini embrionali della foglia si sovrappongono. La fessura scutellare è assente.

## Biologia
In generale nelle erbe delle Poaceae la fecondazione avviene fondamentalmente tramite l'impollinazione dei fiori per via  anemogama. Gli stigmi piumosi sono una caratteristica importante per catturare meglio il polline aereo.
I semi cadendo a terra, dopo aver eventualmente percorso alcuni metri a causa del vento (dispersione anemocora) sono dispersi soprattutto da insetti tipo formiche (mirmecoria).

## Distribuzione e habitat
La specie di questa voce abitano le foreste cinesi delle province di Guizhou, Hubei e Sichuan fino ad una quota di 1.700 - 3.000 m s.l.m..

## Tassonomia
La famiglia delle Poacee comprende circa 800 generi e oltre 9.000 specie. È una delle famiglie più numerose e più importanti del gruppo delle monocotiledoni. La famiglia è suddivisa in 12 sottofamiglie, Ravenochloa wilsonii fa parte della sottofamiglia Bambusoideae (tribù Arundinarieae).